# باشگاه فوتبال سدان
باشگاه فوتبال سدان (فرانسوی: CS Sedan Ardennes‎) یک باشگاه فوتبال در سدان، آردن، فرانسه است.
این باشگاه که در سال ۱۹۱۹ تأسیس شده سابقه یک قهرمانی در لیگ ۲ فرانسه و ۲ قهرمانی در جام حذفی فوتبال فرانسه را در کارنامه دارد.

## افتخارات
- لیگ ۲
  - قهرمان (۱): ۱۹۵۵
- Championnat National
  - قهرمان (۱): ۱۹۹۰
- Championnat de France amateur
  - قهرمان (۱): ۱۹۵۱
- جام حذفی فوتبال فرانسه
  - قهرمان (۲): ۱۹۵۶، ۱۹۶۱
  - نایب قهرمان (۳): ۱۹۶۵، ۱۹۹۹، ۲۰۰۵
- سوپر جام فوتبال فرانسه
  - قهرمان (۱): ۱۹۵۶
  - نایب قهرمان (۱): ۱۹۶۱